# إرنست بيكر
إرنست بيكر (بالألمانية: Ernst Becker) (و. 1843 – 1912 م) هو عالم فلك، وأستاذ جامعي من ألمانيا. ولد في أمة ريش.
توفي في فرايبورغ، عن عمر يناهز 69 عاماً.